# Sexuelle Dysfunktion
Von einer sexuellen Dysfunktion oder sexuellen Funktionsstörung (funktionelle Sexualstörung) wird bei „Störungen der sexuellen Funktionen und Reaktionen“ gesprochen, wenn individuelle Ansprüche an eine erfüllte Sexualität nicht erreichbar sind, die Person also unter Leidensdruck steht. Diese Definition berücksichtigt neben der Störung der Sexualreaktion (körperliche Reaktion) auch subjektives Erleben sowie gesellschaftliche und kulturelle Vorstellungen von Sexualität. Der Begriff wird verwendet für Störungen der Sexualreaktionen, nicht für ein „abweichendes Sexualverhalten“ von einer gesellschaftlichen Norm, das glücklich ausgelebt werden kann.
Man unterscheidet zum einen zwischen primären (lebenslang bestehenden) und sekundären (erworbenen), zum anderen zwischen generalisierten (stets vorhandenen) und situativen (nur in bestimmten Situationen auftretenden) sexuellen Dysfunktionen.
Sexuelle Funktionsstörungen können psychische und physischen Ursachen haben.

## ICD-10
Die ICD-10 weist ebenfalls auf diesen Umstand hin. Dennoch werden unter F52 „Sexuelle Funktionsstörungen, nicht verursacht durch eine organische Störung oder Krankheit“ zusammengefasst und davon nur das Dhat-Syndrom und die organisch bedingten Formen der erektilen Dysfunktion, des Vaginismus und der Dyspareunie abgetrennt.
Unter F52 werden schließlich die Frigidität und sexuelle Hypoaktivität (siehe auch Asexualität), die sexuelle Aversion und mangelnde sexuelle Befriedigung mit der Anhedonie, das Versagen genitaler Reaktionen (Erektionsstörungen, psychogene Impotenz und Störungen der sexuellen Erregung bei der Frau), Orgasmusstörungen bei Männern und Frauen, die Ejaculatio praecox, der nichtorganische Vaginismus und die nichtorganische Dyspareunie angeführt. Als gesteigertes sexuelles Verlangen werden noch Satyriasis und Nymphomanie erwähnt.
Es muss erwähnt werden, dass damit die Einteilung der ICD-10 teils in Widerspruch zu anderen Klassifizierungen steht. So finden die Begriffe Satyriasis und Nymphomanie durch Sexualwissenschaftler keinen Niederschlag mehr in der Fachsprache, während Urologen heute aufgrund der guten Ansprechraten auf die neueren Potenzmittel Sildenafil, Vardenafil und Tadalafil auf eine klare Trennung von organischen und psychischen Ursachen der erektilen Dysfunktion oft verzichten.

## DSM IV
DSM IV unterscheidet nach Art der sexuellen Funktionsstörungen (Sexual Dysfunctions) zwischen:
- Genitale Schmerzsyndrome (Sexual Pain Disorders),
- Orgasmusstörungen (Orgasmic Disorders),
- Sexuelle Appetenzstörungen (Sexual Desire Disorders),
- Sexuelle Erregungsstörungen (Sexual Arousal Disorders)
- Störungen aufgrund körperlicher Erkrankungen (Sexual Dysfunction Due to a General Medical Condition),
- Substanzinduzierte sexuelle Funktionsstörungen (Substance-Induced Sexual Dysfunction).